# ملوین به شام میره
ملوین به شام میره (به انگلیسی: Melvin Goes to Dinner) یک فیلم کمدی-درام و عاشقانه آمریکایی محصول سال ۲۰۰۳ به کارگردانی باب ادنکیرک در اولین کارگردانی خود است. این فیلم برای اولین بار در جشنواره بین‌المللی فیلم اسلم دنس در سال ۲۰۰۳ به نمایش درآمد.
در برسی نقدهای راتن تومیتوز بر اساس رای ۱۲ منتقد، این فیلم ۱۰۰٪ تأیید شده است.